# Kurtlar Vadisi (serie de televisión)
Kurtlar Vadisi es una serie de televisión turca del género de acción, drama y política, que comenzó a transmitirse en Show TV el 15 de enero de 2003, con el lema "Esta es una serie de mafia".

## Elenco y personajes
| Actor          | Personaje        | Temporada | Temporada | Temporada | Temporada |
| Actor          | Personaje        | 1         | 2         | 3         | 4         |
| -------------- | ---------------- | --------- | --------- | --------- | --------- |
| Necati Şaşmaz  | Polat Alemdar    | Principal | Principal | Principal | Principal |
| Özgü Namal     | Elif Eylül       | Principal | Principal | Principal | Principal |
| Selçuk Yöntem  | Aslan Akbey      | Principal | Principal |           |           |
| Oktay Kaynarca | Süleyman Çakır   | Principal | Principal |           |           |
| Gürkan Uygun   | Memati Baş       | Principal | Principal | Principal | Principal |
| Nihat Nikerel  | Seyfullah Yördem | Principal | Principal | Principal |           |

## Datos interesantes
- La serie, en la que murieron 2.400 personas en sus primeros 76 episodios, alcanzó una elevada media de 31,5 muertes por episodio. El escenario donde más personas murieron al mismo tiempo fue el escenario de la redada del casino de Süleyman Çakır, con 32.[1]

- La escena de Sharon Stone besando a Polat Alemdar se repitió 24 veces, según Necati Şaşmaz en Beyaz Show en 2009.